# English Heritage

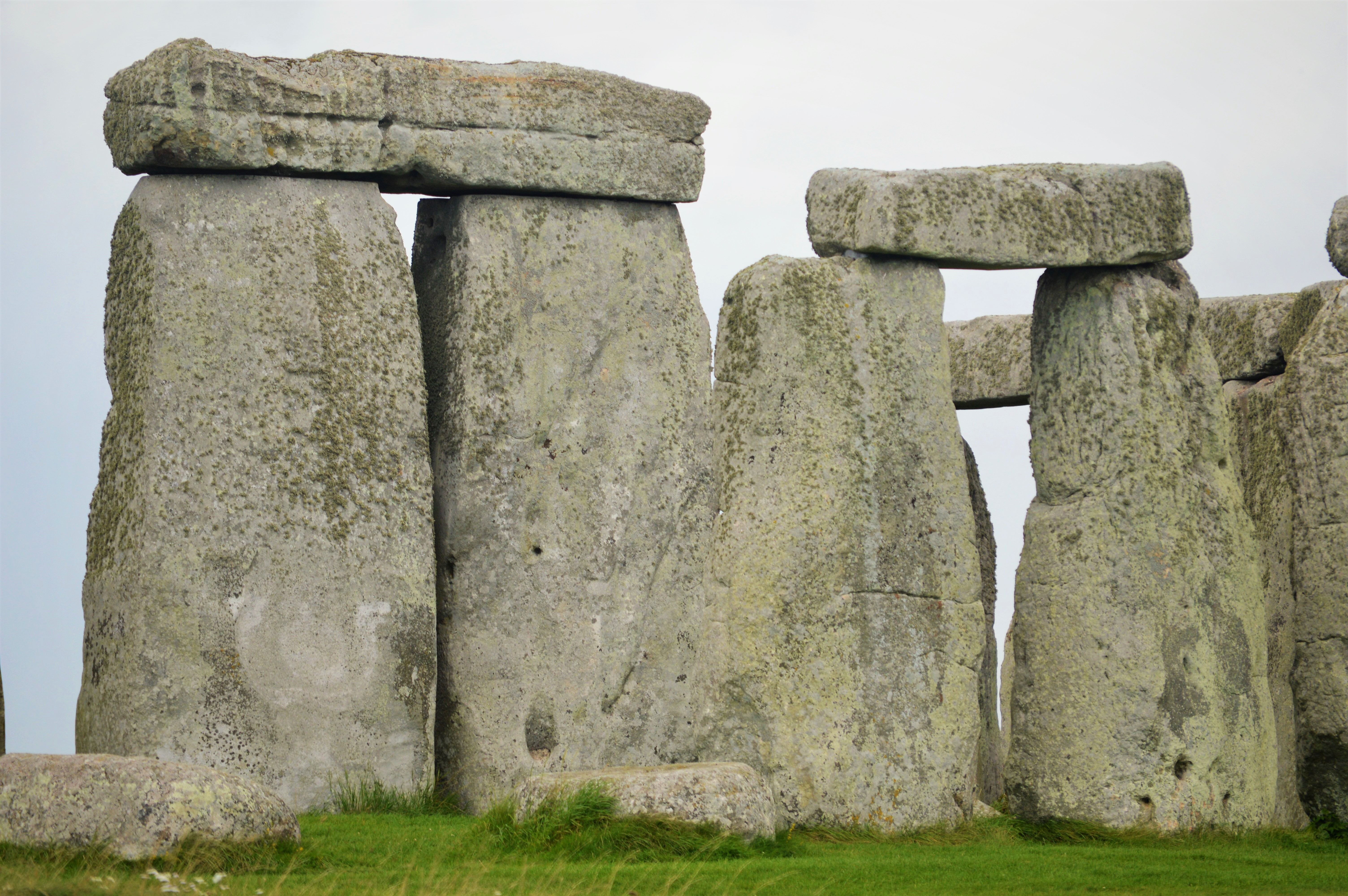
Megalitos de Stonehenge, uno de los lugares gestionados por English Heritage más conocidos

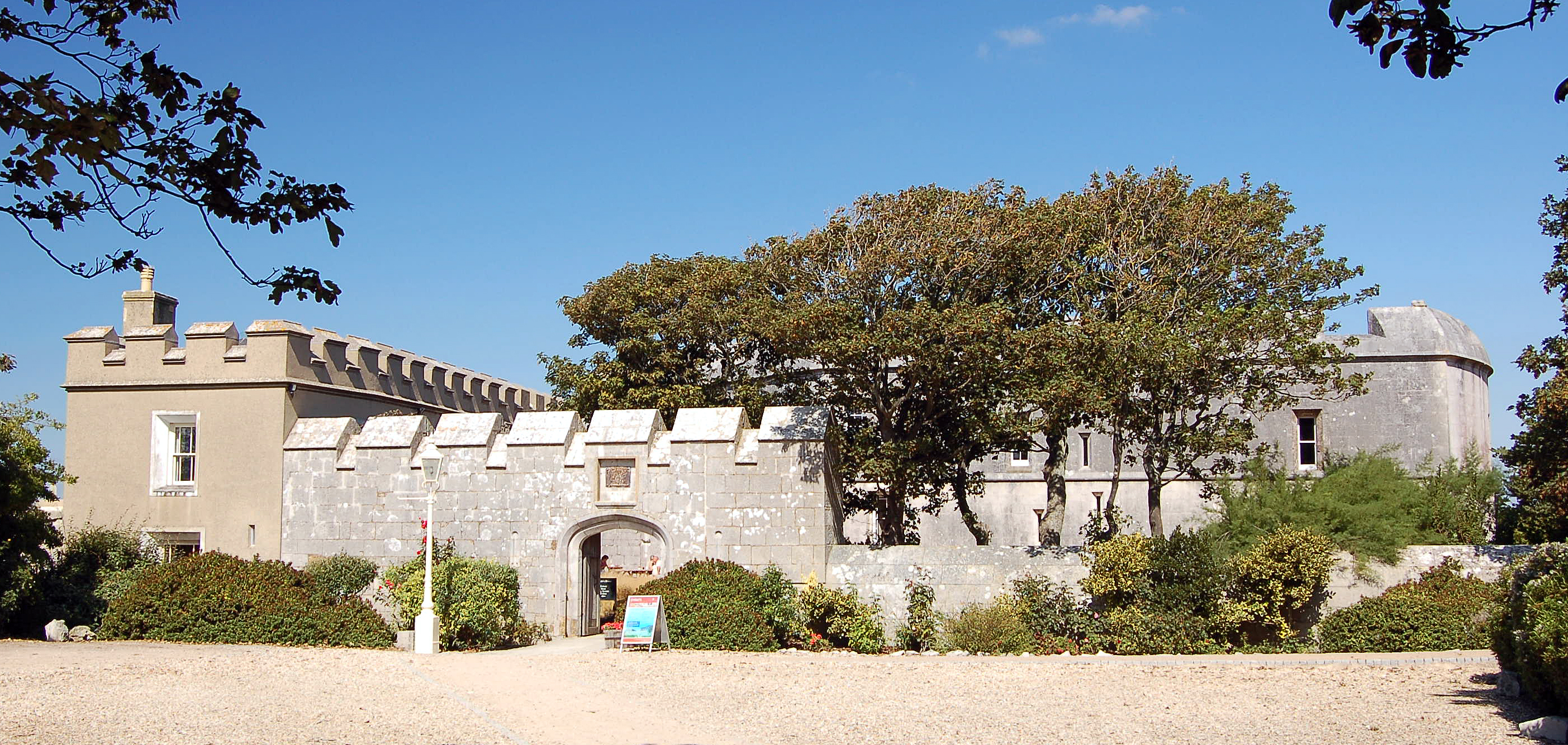
El castillo de Pórtland, construido por Enrique VIII y actualmente bajo la administración del English Heritage

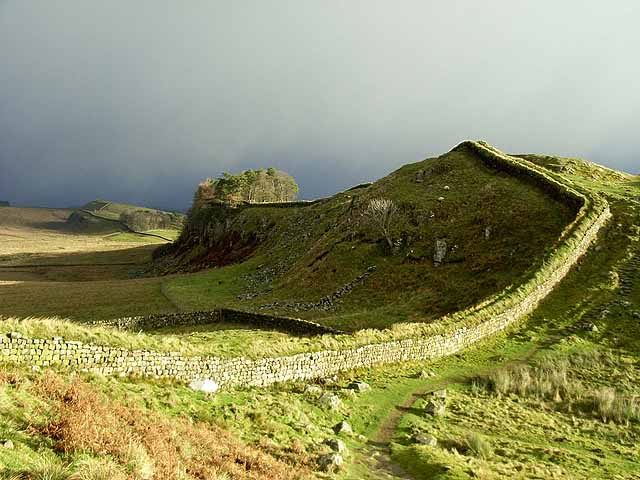
Vista del Muro de Adriano

English Heritage (en español, Patrimonio Inglés; oficialmente, English Heritage Trust) es una organización benéfica que gestiona más de 400 monumentos, edificios y lugares históricos situados en Inglaterra, entre los que figuran yacimientos prehistóricos, castillos medievales, fortalezas romanas y casas de campo.
La organización afirma que utiliza estas propiedades para "dar vida a la historia de Inglaterra para más de 10 millones de personas cada año". Dentro de los monumentos más relevantes que gestiona se encuentran Stonehenge, el castillo de Dover, el castillo de Tintagel y las partes mejor conservadas del muro de Adriano. También es responsable del sistema de las placas azules de Londres, que vinculan a personajes históricos influyentes con edificios de la ciudad.
Cuando se formó originalmente en 1983, English Heritage era el nombre operativo de un organismo público no departamental dependiente del Gobierno del Reino Unido, oficialmente titulado "Comisión de Edificios y Monumentos Históricos de Inglaterra", que administraba el sistema nacional de protección del patrimonio y administraba numerosas propiedades históricas. Fue creado para combinar los roles de los organismos existentes que habían surgido de un largo período de participación estatal en la protección del patrimonio. En 1999, la organización se fusionó con la "Comisión Real de Monumentos Históricos de Inglaterra" y con el Registro de Monumentos Nacionales, reuniendo recursos para la identificación y el estudio del entorno histórico de Inglaterra.
El 1 de abril de 2015, English Heritage se dividió en dos partes: Historic England, que heredó las funciones estatutarias y de protección de la antigua organización, y el nuevo English Heritage Trust, una organización benéfica que gestionaría las propiedades históricas y que asumió el nombre operativo y logotipo del antiguo English Heritage. El gobierno británico otorgó a la nueva organización benéfica una subvención de 80 millones de libras para ayudar a establecerla como un fideicomiso independiente, aunque las propiedades históricas permanecieron en propiedad del estado.

## Historia

### Organismo público no gubernamental

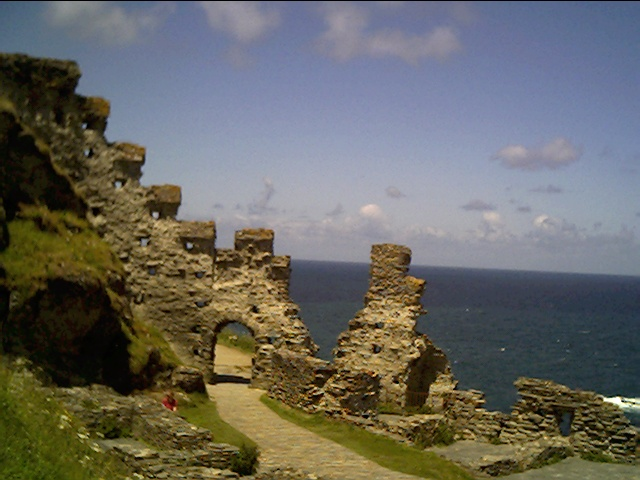
Castillo de Tintagel, en Cornualles

A lo largo de los siglos, lo que ahora se denomina "Patrimonio" ha sido responsabilidad de una serie de organizaciones estatales, como las 'Obras de Reyes' tras la conquista normanda de Inglaterra; la Oficina de Obras (1378–1832); la Oficina de Bosques, Forestas, Rentas de Tierras y Obras (1832-1851); o el Ministerio de Obras Públicas (1851-1962). Posteriormente, la responsabilidad se transfirió al Ministerio de Edificación Pública y Obras (1962-1970), luego al Departamento de Medio Ambiente (1970-1997) y después al Departamento para la Cultura, Medios de Comunicación y Deporte (DCMS). La responsabilidad legal del estado por el patrimonio histórico se remonta a la Ley de Protección de Monumentos Antiguos de 1882. El gobierno central desarrolló posteriormente varios sistemas de protección del patrimonio para diferentes tipos de 'activos', introduciendo listas para edificios después de la Segunda Guerra Mundial y áreas de conservación en la década de 1960.
En 1983, el Secretario de Estado para el Medio Ambiente, Michael Heseltine, otorgó la responsabilidad nacional del patrimonio histórico a una agencia semiautónoma (o 'quango') para que opere bajo las directrices ministeriales y la política del gobierno. La Comisión de Monumentos y Edificios Históricos se formó bajo los términos de la Ley de Patrimonio Nacional de 1983, promulgada el 1 de abril de 1984. La Ley de 1983 también disolvió los organismos que anteriormente habían brindado asesoramiento independiente: la Junta de Monumentos Antiguos de Inglaterra y el Consejo de Edificios Históricos de Inglaterra, y adjudicó estas funciones al nuevo organismo. Poco después, la comisión obtuvo el nombre operativo de English Heritage a propuesta de su primer presidente, Lord Montagu de Beaulieu.

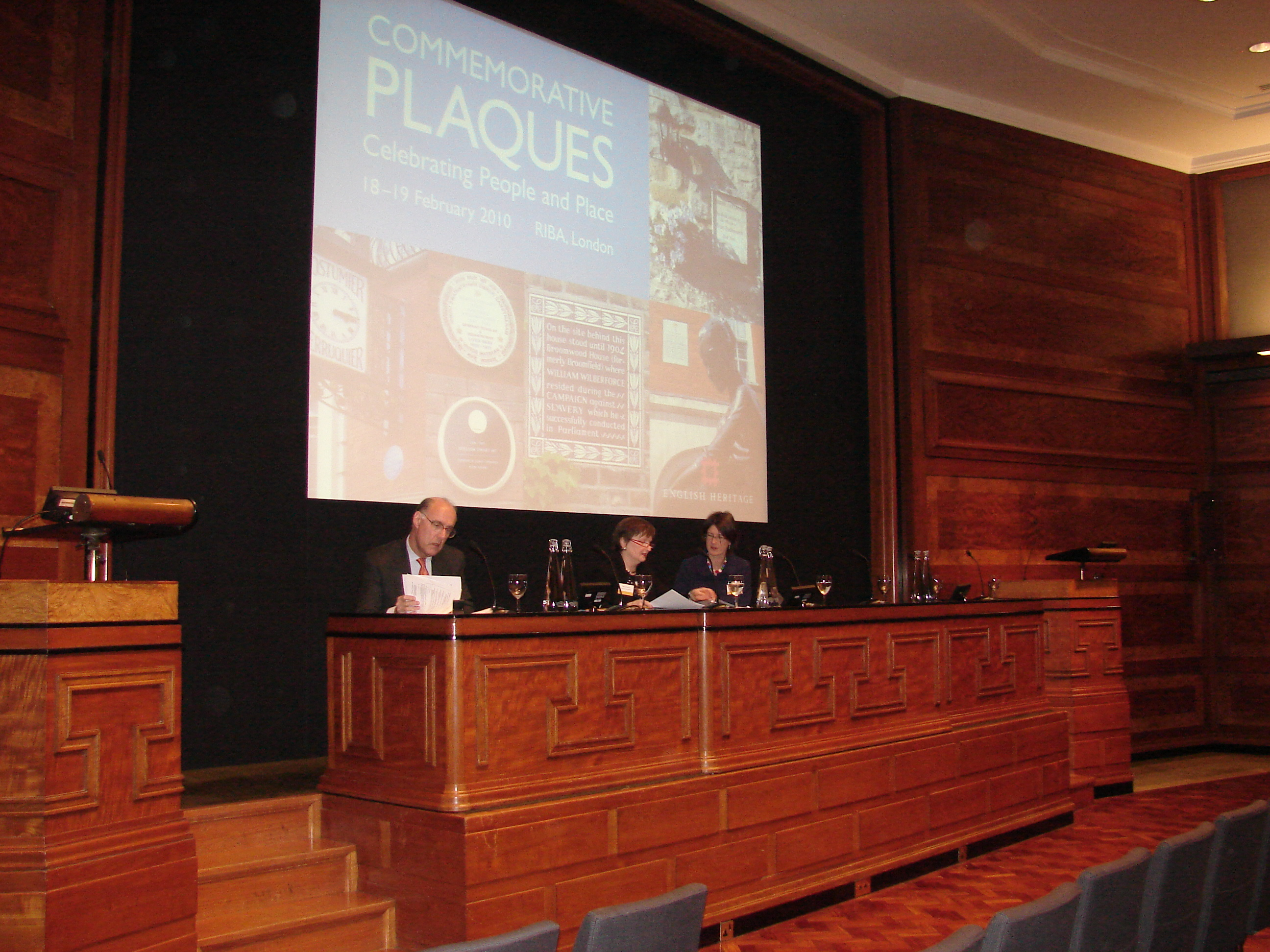
Conferencia sobre las placas conmemorativas de English Heritage de 2010. La organización comenzó a administrar las placas azules de Londres en 1986

Un registro nacional de parques y jardines históricos, (como por ejemplo, Rangers House, en Greenwich) se estableció en 1984, y un registro de campos de batalla históricos (por ejemplo, el de la batalla de Tewkesbury) se creó en marzo de 1995. El 'Registro' es un elemento importante en el proceso de planificación. En abril de 1999, English Heritage se fusionó con la Comisión Real sobre los Monumentos Históricos de Inglaterra (RCHME) y el Registro de Monumentos Nacionales (NMR), reuniendo recursos para la identificación y el estudio de los lugares históricos de Inglaterra. Estas incorporaciones supusieron asumir la responsabilidad sobre el registro nacional de sitios arqueológicos del "Ordnance Survey" (Servicio Cartográfico); y sobre la Biblioteca Nacional de Fotografías Aéreas y sobre dos millones de fotografías aéreas de la RAF y del Ordnance Survey. Estas, junto con otras adquisiciones externas de importancia nacional, significaron que English Heritage era uno de los archivos de acceso público más grandes del Reino Unido, con 2,53 millones de registros disponibles en línea, incluidas más de 426.000 imágenes. En 2010–2011 registró 4,3 millones de sesiones únicas de usuarios en línea y más de 110.000 personas visitaron las exposiciones del RMN realizadas en todo el país en 2009/10. En 2012, la sección responsable de las colecciones de archivos pasó a llamarse English Heritage Archive.
Como resultado de la Ley de Patrimonio Nacional de 2002, English Heritage adquirió la responsabilidad administrativa de los pecios de naufragios históricos y los paisajes sumergidos dentro de las 12 millas de la costa inglesa. La administración del sistema de clasificación de monumentos se transfirió del DCMS a English Heritage en 2006. Sin embargo, las decisiones de inclusión reales aún siguen siendo responsabilidad del Secretario de Estado de Información Digital, Cultura, Medios y Deporte, a quien la Ley de Edificios Catalogados y Áeas Protegidas de 1990 requiere que apruebe una lista de edificios de especial interés arquitectónico o histórico.
Tras la Reforma de los organismos públicos en 2010, English Heritage fue confirmado como el asesor legal del gobierno sobre el patrimonio histórico y la mayor fuente de subvenciones no provenientes de la lotería para los activos patrimoniales. Se mantuvo el criterio de que debía "realizar una función técnica que debería permanecer independiente del gobierno". Sin embargo, el departamento también sufrió recortes presupuestarios durante la recesión de la década de 2010, lo que se tradujo en un déficit de reparaciones de 100 millones de libras.

### Organización benéfica
En junio de 2013, el gobierno británico anunció planes para proporcionar una subvención de 80 millones de libras para permitir que English Heritage se convierta en una organización benéfica autofinanciada (siguiendo aproximadamente el precedente establecido por la transformación de British Waterways de propiedad nacional en Canal & River Trust). La cartera nacional de propiedades históricas sigue siendo de propiedad pública, pero el nuevo English Heritage pasó a tener licencia para administrarlas.
El cambio se produjo el 1 de abril de 2015 y las funciones de planificación legal y protección del patrimonio siguieron siendo independientes, a cargo de un organismo público no gubernamental rebautizado como Historic England. El cuidado de las propiedades de la Colección Nacional y la atención a los visitantes se transfirieron al nuevo English Heritage Trust, aunque se han conservado el nombre y el logotipo antiguos. El nuevo fideicomiso tiene licencia para operar las propiedades hasta 2023.

## Colección Nacional

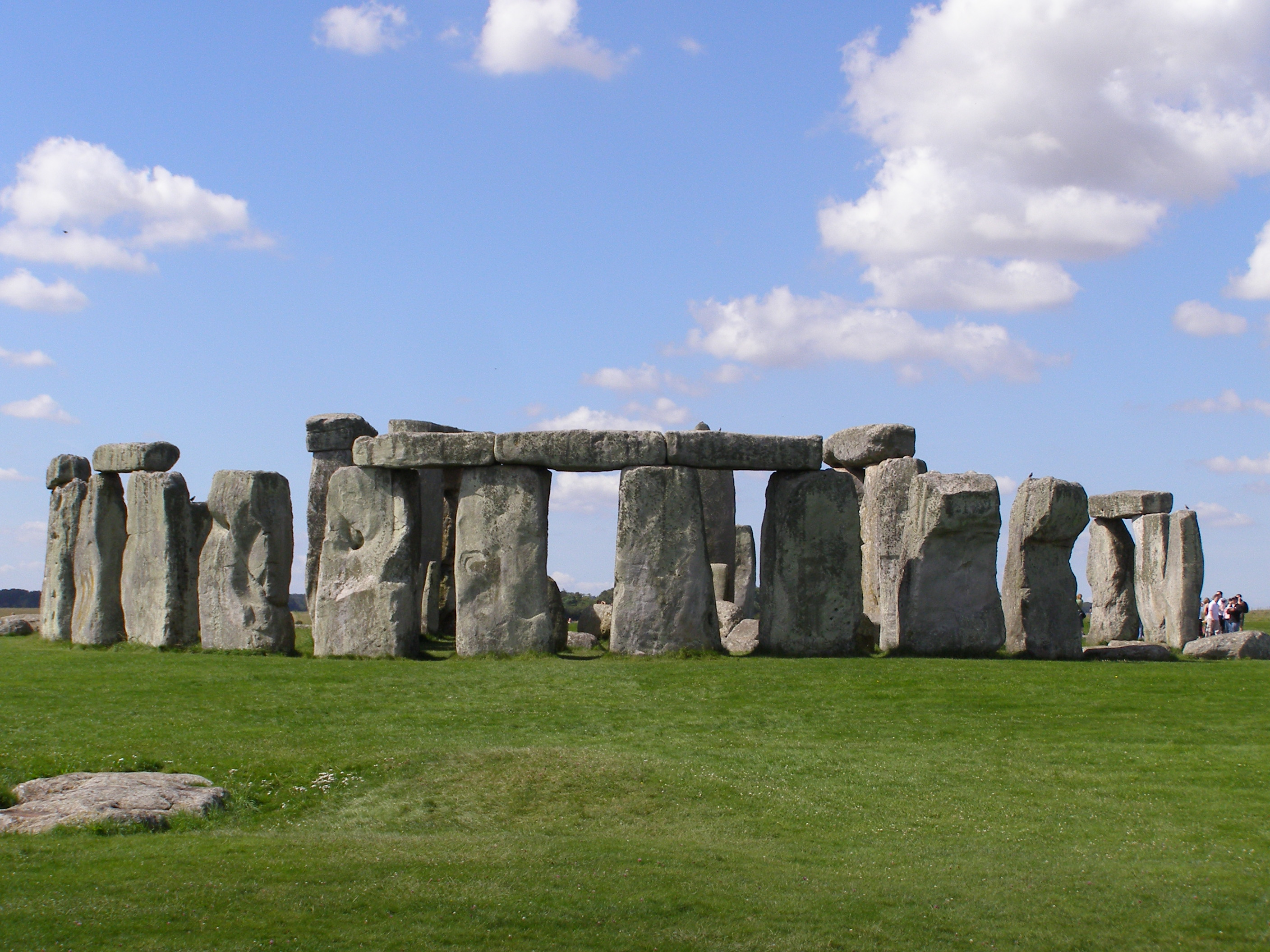
Stonehenge, uno de los sitios más famosos del English Heritage

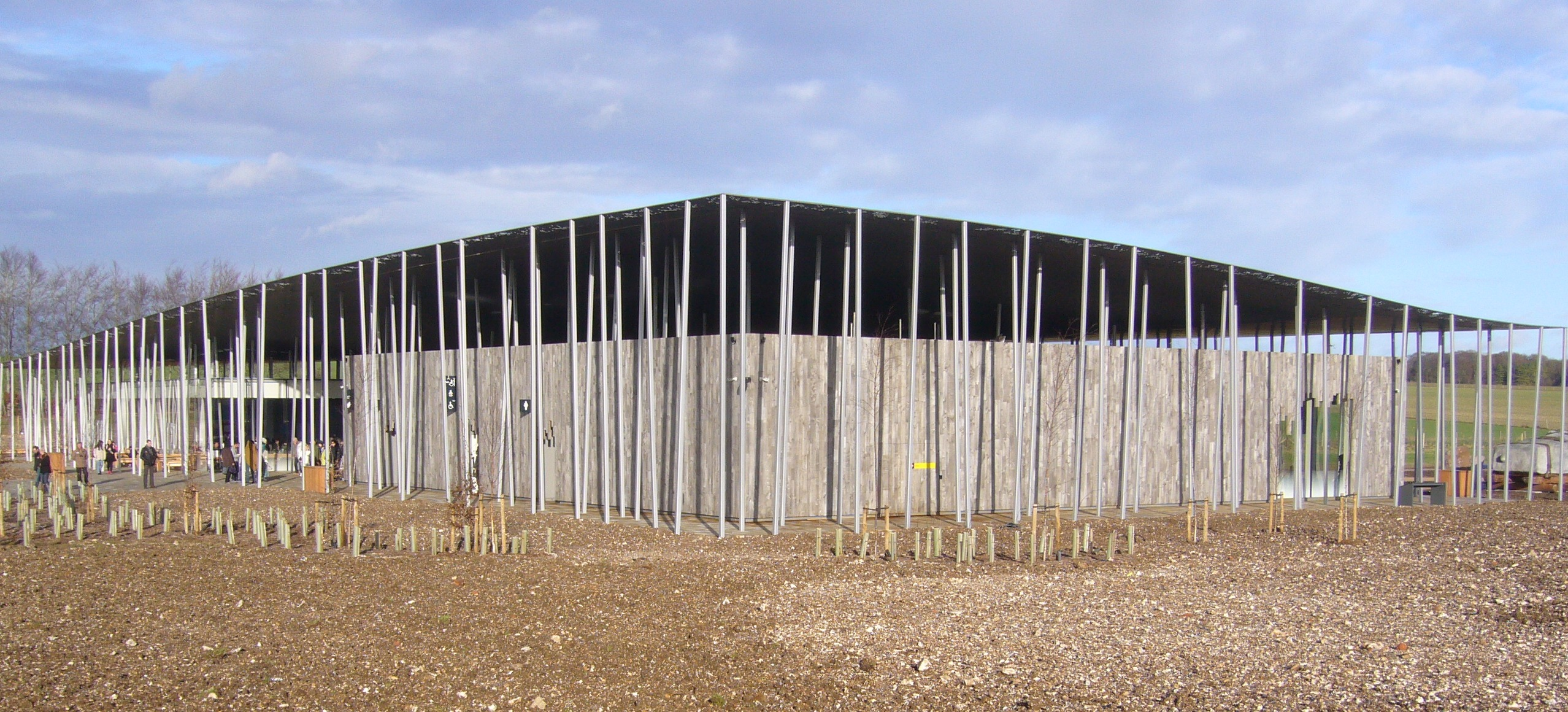
Centro de visitantes de Stonehenge. Abierto en diciembre de 2013, unos 2 km al oeste del monumento, junto a la carretera A360 en Wiltshire

English Heritage es el organismo responsable de conservar más de 400 lugares y monumentos, algunos tan famosos como Stonehenge, el Iron Bridge o el Castillo de Dover. Si bien muchos de estos lugares tienen una tarifa de entrada, más de 250 propiedades pueden visitarse libremente, incluidos el castillo Maiden y el oratorio de St Catherine.
Los lugares son parte de la relación de más de 880 lugares históricos en todo el Reino Unido acumulados por el gobierno británico entre las décadas de 1880 y 1970 para formar la Colección Nacional de Patrimonio Edificado y Arqueológico (el resto está a cargo de Historic Scotland y de Cadw). Estos sitios representan un intento deliberado por parte del estado en el siglo XIX y principios del XX de incorporar al dominio público los lugares prehistóricos y medievales más importantes de la nación que ya no estaban en uso activo para preservarlos. Esta colección de propiedades de la nación cumple las mismas funciones que las pinturas de la National Gallery o del material arqueológico del Museo Británico.
A diferencia del National Trust, English Heritage tiene pocas propiedades amuebladas, aunque la casa de Charles Darwin en Down (Kent), donde escribió  El origen de las especies, y Brodsworth Hall, en Yorkshire del Sur, son las principales excepciones a esta regla. En los últimos años rara vez se han agregado nuevos sitios a la colección, ya que ahora se alienta a otras organizaciones benéficas e instituciones a cuidarlos y abrirlos al público. Una adquisición reciente, a finales de 2011, fue el Harmondsworth Barn en el oeste de Londres, cerca del aeropuerto de Heathrow.
Las propiedades están en manos de English Heritage bajo diversos acuerdos. La mayoría están bajo la tutela del Secretario de Estado del Departamento para la Cultura, Medios de Comunicación y Deporte y el propietario retiene la propiedad absoluta. Las propiedades restantes son titularidad de English Heritage, otros departamentos gubernamentales o del Patrimonio de la Corona.
En 2013-14 se realizaron 5,73 millones de visitas a sitios atendidos por personal de la organización, con 713.000 visitas educativas gratuitas a lugares, colecciones y actividades y recursos de aprendizaje particularizados.

## Financiación
Como fideicomiso benéfico, English Heritage depende de los ingresos generados por las tarifas de admisión a sus propiedades, las tarifas de membresía y los ingresos comerciales de (por ejemplo) venta de alimentos, casas de vacaciones y tiendas. También tiene ingresos por recaudación de fondos y subvenciones. Para facilitar la transición, el gobierno ha proporcionado 80 millones de libras al año hasta 2023 para cubrir el retraso en el mantenimiento de los sitios bajo el cuidado de English Heritage.
Anteriormente, cuando English Heritage era un organismo público no gubernamental e incluía las funciones de planificación, listado, concesión de subvenciones, investigación y asesoramiento sobre patrimonio, la mayor parte de su financiación procedía del gobierno. En 2013-2014, English Heritage tuvo un ingreso total de 186,55 millones de libras, de los que 99,85 millones provinieron de grant-in-aid, y los 86,7 millones restantes de ingresos directos. Esto incluyó 17,47 millones procedentes de la venta de entradas a sus propiedades, 14,96 millones del servicio de comidas y venta minorista, 22,91 millones de miembros y 26,39 millones de donaciones y subvenciones.
El plan financiero del fideicomiso preveía que el subsidio anual se reduzca de 15,6 millones en 2015/16, a 10,1 millones en 2020/21 y a cero en 2022/23.

## Membresía
Se anima a los miembros del público a unirse a English Heritage como "miembros". La membresía ofrece beneficios como la entrada gratuita a sus propiedades y eventos exclusivos, así como la entrada con costo reducido a las propiedades asociadas. Los miembros también obtienen acceso gratuito o con costo reducido a las propiedades administradas por Cadw en Gales, Historic Scotland, Office of Public Works en Irlanda, Manx National Heritage en la isla de Man y Heritage New Zealand. En 2014/15 había 1,34 millones de miembros. Sin embargo, la membresía no transmite derechos de voto ni influencia sobre la forma en que se administra English Heritage.
La participación en consultas y encuestas en la web de English Heritage no se limita a sus miembros. Invita a varios grupos y miembros del público a dar opiniones sobre temas específicos, más notablemente en los últimos años sobre las propuestas del proyecto de la carretera en túnel de Stonehenge.

## Voluntariado
La organización da la bienvenida a los voluntarios. Los roles van desde la administración de salas, la realización de talleres educativos y jardinería, hasta la limpieza e investigación curatorial.
En 2014/15, el número de voluntarios regulares llegó a 1872 frente a 1473 en 2013/14.

### Conmemoración de marzo de 1066
En 2016, para conmemorar el 950 aniversario de Batalla de Hastings y la conquista normanda de 1066, English Heritage organizó la marcha de 1066 desde la Torre de Clifford en York hasta la abadía de Battle en East Sussex. Un equipo de voluntarios dirigido por Nigel Amos y compuesto por Dominic Sewell, Brian Mahoney, Joshua Powell, William Ballance, Lucy Amos, Karlos Moir, Clive Hart y Matthew Clarke, completaron el recorrido durante 3 semanas, llegando a Battle Abbey el día 14 de octubre de 2016.

## Gestión y gobierno

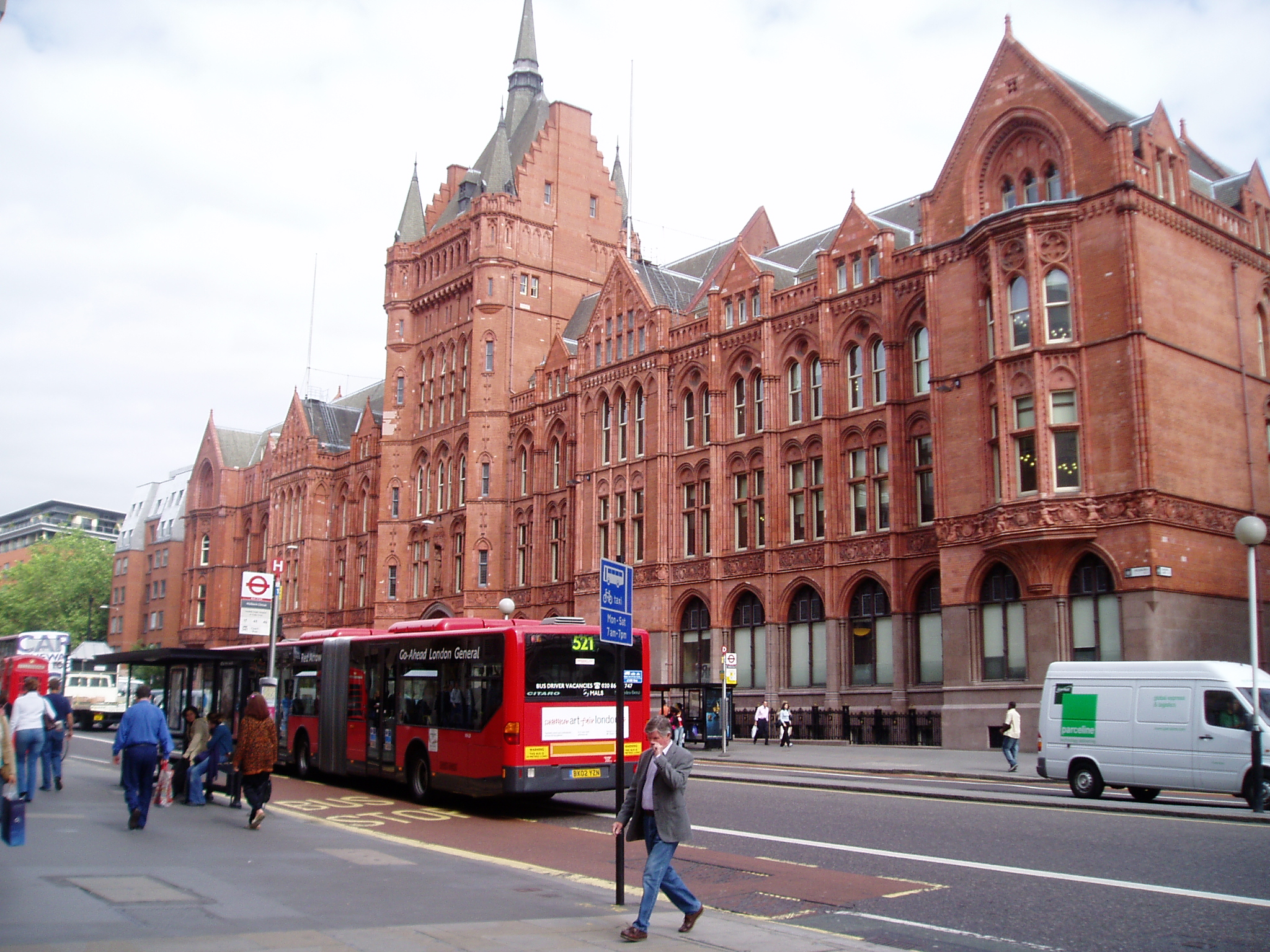
Oficina londinense de English Heritage en Holborn Bars

English Heritage se rige por un Patronato que establece la dirección estratégica de la organización y se asegura de que cumpla sus metas y objetivos. Está dirigido por el presidente, actualmente vicealmirante Sir Tim Laurence. Otros fideicomisarios son Alex Balfour, Vicky Barnsley OBE, Sukie Hemming, Ronald Hutton, Kate James-Weed, Sir Laurie Magnus, Ian McCaig, el profesor David Olusoga, James Dyson, Kunle Olulode, Malcolm Reading, Sarah Staniforth, James Twining y  Charles Gurassa.
La gestión operativa se delegó el 5 de mayo de 2015 en la directora ejecutiva, Kate Mavor, procedente del National Trust for Scotland. El director ejecutivo cuenta con el apoyo de una Junta Ejecutiva de ocho directores.
En 2013/14, antes de convertirse en una organización benéfica, English Heritage empleaba a 2578 personas.

## Placas azules

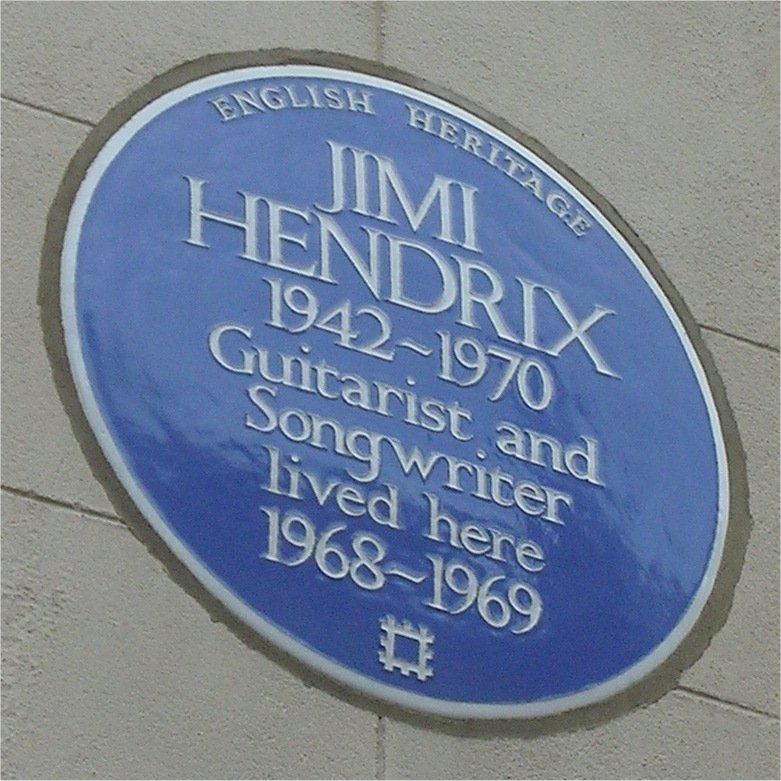
Una típica "blue plaque" del English Heritage, señalando la residencia londinense del guitarrista Jimi Hendrix en el 23 de Brook Street

English Heritage ha administrado el conjunto de las placas azules en Londres desde 1986. Estas placas señalan lugares relevantes relacionados con personas importantes que residieron en la ciudad, y siguen siendo responsabilidad de English Heritage tras la transferencia al tercer sector en 2015.
Durante un breve período de tiempo, English Heritage colocó algunas placas fuera de Londres, en ciudades como Liverpool, o Birmingham y en otros lugares, pero la iniciativa no ha tenido continuidad.
Se han instalado muchas otras placas en todo el Reino Unido (incluido Londres), promovidas por ayuntamientos, consejos de distrito, sociedades cívicas, sociedades históricas, clubes de fanes, empresas o particulares, que no son gestionadas ni requieren la aprobación de English Heritage. Un registro abierto en internet con la relación de las placas azules de English Heritage está disponible en el sitio Open Plaques.

## Controversias

### Lugares del patrimonio inglés en Cornualles
En 1999, un grupo de presión, el Revived Cornish Stannary Parliament, escribió a English Heritage solicitando que se eliminaran todos los letreros con su nombre de los lugares patrimoniales de la organización en Cornualles en julio de 1999, ya que consideraban los sitios antiguos como herencia de Cornualles, no inglesa. Durante un período de once meses, los miembros de Cornish Stannary quitaron 18 letreros y se envió una carta a English Heritage que decía: "Los letreros han sido confiscados y retenidos como evidencia de agresión cultural inglesa en Cornualles. Esos letreros de motivación racial son profundamente ofensivos y causan angustia a mucha gente de Cornualles". El 18 de enero de 2002, en el Truro Crown Court, después de que la fiscalía solicitó con éxito un Certificado de inmunidad pública para suprimir las pruebas de la defensa (estas se emiten normalmente en casos relacionados con la seguridad nacional), tres miembros del grupo acordaron devolver los letreros y pagar 4500 libras en compensación a English Heritage, quedando obligados a no repetir los incidentes. A cambio, la fiscalía retiró los cargos de conspiración para causar daños criminales.
En 2011, el parlamentario conservador George Eustice declaró que la herencia de Cornualles "no es inglesa" y que hay "un sentimiento creciente de que Cornualles debería tener su propia organización patrimonial, reemplazando a English Heritage". Sugirió que la organización se reemplazara "por un Cornish Heritage Group, al igual que lo han hecho, por ejemplo, en Gales y Escocia". El entonces Secretario de Cultura Jeremy Hunt fue llamado a dar dinero en efectivo a un nuevo organismo autónomo en Cornualles", recortando al máximo "el presupuesto de English Heritage".

### Fortress House

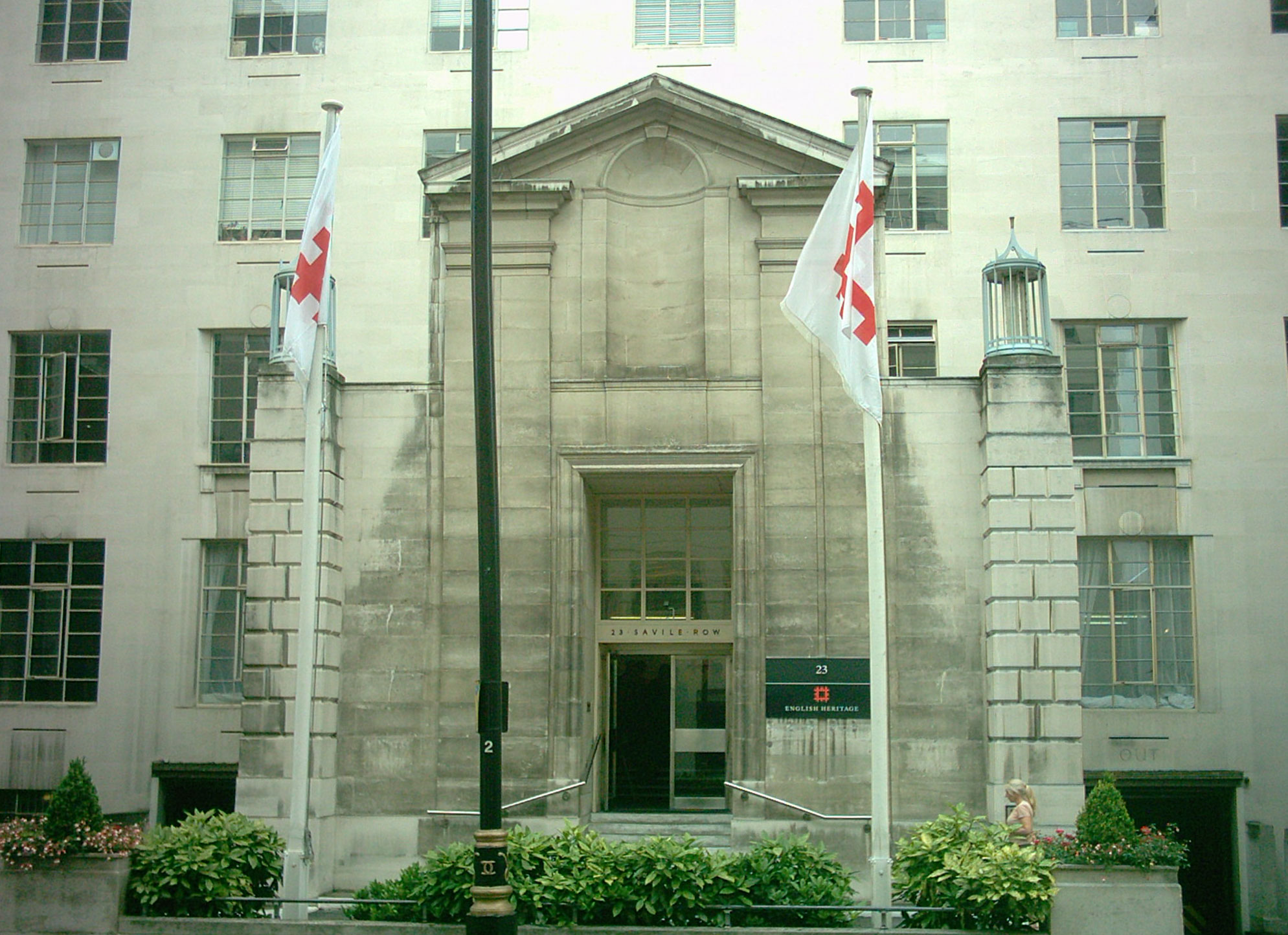
Fortress House: la sede inicial en Londres de English Heritage, en el 23 de Savile Row (edificio original actualmente desaparecido)

En 2006, el Secretario de Estado del DCMS emitió un certificado de exención de la lista para Fortress House, por entonces sede de English Heritage. En 2009, se demolió el edificio y en el solar se construyó un edificio de oficinas comerciales.

### Fotografías de Stonehenge
En 2010, la organización envió un correo electrónico a la agencia de fotografías de acceso abierto fotoLibra, intentando prohibir el uso comercial no autorizado de fotografías de Stonehenge. Posteriormente se emitió una declaración exculpatoria, aclarando que "No controlamos los derechos de autor de todas las imágenes de Stonehenge y nunca hemos intentado hacerlo". La organización agregó que solicitan que los fotógrafos comerciales paguen tarifas y cumplan ciertas condiciones.

## Organismos similares en el resto del Reino Unido
- Cadw – País de Gales
- Historic Scotland — Escocia
- Manx National Heritage — Isla de Man
- Northern Ireland Environment Agency — Irlanda del Norte
- Fundación Nacional para Lugares de Interés Histórico o Belleza Natural